# Tornolo
Tornolo (emilián nyelven Tòrnol, ligur nyelven Tùrneru) település Olaszországban, Emilia-Romagna régióban, Parma megyében. Lakosainak száma 910 fő (2023. január 1.). Tornolo Albareto, Bedonia, Borzonasca, Mezzanego, Santo Stefano d'Aveto, Varese Ligure és Compiano községekkel határos.

## Népesség
A település lakossága az elmúlt években az alábbi módon változott:
| Lakosok száma | 992  | 963  | 910  |
|               | 2017 | 2018 | 2023 |